# Afeganistão nos Jogos Olímpicos de Verão de 1980
Embora muitos países tenham boicotado os Jogos Olímpicos de Verão de 1980 em Moscou por conta da invasão soviética do Afeganistão em 1979, o próprio país asiático participou dos Jogos realizados na capital da União Soviética.

## Resultados e competidores por evento

### Boxe
Peso galo
- Ahmad Nesar
  1. Primeira Rodada — Bye
  2. Segund Rodada — Perdeu para Ayele Mohammed (Etiópia) nos pontos (0-5)

Peso pena
- Esmail Mohamad
  1. Primeira Rodada — Bye
  2. Segunda Rodada — Perdeu para Rudi Fink (Alemanha Oriental) por nocaute no primeiro round

Peso leve
- Rabani Ghulam
  1. Primeira Rodada — Perdeu para Jong Jo-Ung (Coreia do Norte) após interrupção do duelo no segundo round